# Ajtónállómester
L'Ajtónállómester, plus tard appelé főajtónállómester (parfois traduit en français par maître des portes ou grand-portier ; en hongrois :  királyi főajtónállómester ; en allemand : Königlicher Oberst-Türhüter ; en latin : Janitorum regalium magister ou magister janitorum) ou encore csőszök ispánja (parfois traduit en français par Ispán des gardiens ; comes preconum en latin), est un office royal du royaume de Hongrie du XIe siècle jusqu'à la fin de la Seconde Guerre mondiale en 1945.

## Fonctions et responsabilités
Le titulaire supervise les gardiens des châteaux royaux et de la Cour, responsables de la garde et des messages. Le grand-portier fait citer les sujets de la Couronne avec lesquels le monarque souhaite s'entretenir, appose le sceau royal et utilise l'étendue du réseau messager du royaume. Il porte aussi « l'épée sanglante » à travers le royaume, lorsque le roi appelle à la guerre.
Selon la légende La Couronne et l'Épée, l'Ispán des gardiens avertit le prince Béla de choisir l'épée au lieu de la couronne devant le lit de mort de son frère André Ier en 1060. La scène indique que l'Ispán devait servir aussi comme commandant de la Garde royale.
La première mention de l'office comme maître des gardiens date de 1261. Il est alors le magistrat de la garde royale et doit assurer la sécurité du roi et de la famille royale. Baron du royaume, il est également membre du Conseil royal. À partir des Anjou, les tâches réelles sont effectuées par un adjoint, généralement l'un de ses familiers issu de la petite noblesse. Plus tard, l'office fusionne avec la dignité de maréchal (udvarmester). Après la bataille de Mohács (1526), l'office est remanié et revient désormais à la cour royale des Habsbourgs. À partir de 1608, il supervise également les ordres d'opérations à la Diète de Hongrie. Le grand-portier est membre de la Chambre haute, puis de la Chambre des magnats après la révolution hongroise de 1848, époque à partir de laquelle la fonction devient honorifique.

## Sources
- Györffy, György, István király és műve, 2. kiadás, Gondolat, Budapest, 524. o.  (ISBN 963-281-221-2)
- Fügedi, Erik. Ispánok, bárók, kiskirályok. Magvető, 47-48. o.  (ISBN 963-14-0582-6) (1986)
- http://lexikon.katolikus.hu/A/ajtónálló.html